# Минакова, Анна Станиславовна
А́нна Станисла́вовна Минако́ва (род. 30 мая 1985, Светловодск, Украинская ССР) — украинский поэт, дочь поэта Станислава Минакова. Музыкант и художник.

## Биография
Живёт в Харькове (Украина). Окончила девять классов Харьковской средней школы № 54, восемь классов Детской школы искусств № 2 имени П. Чайковского (педагог по классу специального фортепиано Л. Н. Чернова), с четырёх лет посещала художественную студию «Сто фантазий» (педагог Н. В. Кулинич).
В 2004 г. окончила с отличием фортепианное отделение Харьковского музыкального училища им. Б. Н. Лятошинского (педагог А. Д. Самсоник).
В 2009 г. — магистр искусств, окончила с отличием музыкальное отделение Харьковского государственного университета искусств им. И. П. Котляревского (специальность «фортепиано и орган», педагог — заслуженный деятель искусств Украины Н. А. Мельникова).
Лауреат Всеукраинского конкурса пианистов им. Г. Г. Нейгауза (2002). Участник программ Международного благотворительного фонда Владимира Спивакова.
Рисунки экспонировались в Русском музее (Санкт-Петербург), Музее современного русского искусства (Джерси Сити, США), Российском государственном музее природы (Москва), Центральном доме работников искусств (Москва), на выставках в Харькове. В работе использует малые графические формы с применением преимущественно фломастеров, карандашей, гелевых ручек, туши, бумаги, коллажирования.
С 2015 г. занимается также керамикой.
Автор книг и подборок стихотворений, опубликованных в различных изданиях (журналах, альманахах, газетах, антологиях) Харькова, Москвы, Киева, Мюнхена, Оттавы, Брюсселя, Белгорода, Северодонецка, Владивостока, Нью-Йорка, Хабаровска, на множестве сайтов в Интернете.
С 2010 г. — литературный соредактор (вместе со Станиславом Минаковым) журнала об искусстве для школьников, педагогов и родителей «Введенская сторона».
Участница международных литературных фестивалей: Международного фестиваля поэтов «Гилея» (Киев, 2001), Международного молодёжного фестиваля поэтов «003» под эгидой журналов «Арион», «Новая юность», «Новый мир» и правительства Москвы (Домик Чехова, Москва, 2003), фестивалей современной поэзии имени Чичибабина и «Двуречье» (Харьков), «Каштановый дом» (Киев) и Волошинского (Коктебель).
Стихи А. Минаковой переведены на украинский С. Жаданом (сборник «Готели Харкова», Фолио, 2008).
А. Минакова пишет также прозу (опубликована в журнале «©оюз Писателей» (2009), черкасском альманахе «Пушкинское кольцо» (2006), владивостокском альманахе «Сихотэ-Алинь» (2007), харьковском "Лава" (2011), харьковских газетах.
Как журналист публикует статьи о классической и современной музыке в периодических изданиях Украины, России и в Интернете.
Эпизодически занимается иллюстрированием книг и созданием анимационных фильмов.
С 2011 г. руководит "Хором одиноких сердец сержанта Пеппера" (ХОССП), хоровым коллективом, исполняющим рок-музыку в академической манере, и пишет для него аранжировки.
Анне Минаковой посвящены биобиблиографические статьи — в книгах С. Чупринина «Зарубежье. Русская литература сегодня» (Москва, 2008), «Писатели Харькова» (Харьков, Майдан, 2003), литературно-критические статьи в разных изданиях («Литературная газета», «Новый мир», «Знамя», «Дальний Восток», «Московская правда», газеты «2000», «Правда Украины», «Живой журнал» (Киев), в Интернете и мн. др., радио- и телепередачи (Харьков, Москва).
О стихах А. Минаковой писали А. Дмитриев, И. Евса, И. Риссенберг, В. Губайловский, М. Галина, А. Поляков, Ю. Кабанков, Л. Чумакина, Г. Стариковский, И. Скородинский, А. Нитченко и др.

## Участие в организациях
- Член Национального союза писателей Украины, (2005).

## Премии
- Международная литературная премия имени Сергея Есенина  — за книгу «Ода радости».
- Гран-при и  медаль Всеукраинского конкурса молодых поэтов им. Леонида Киселева (Киев, 2005).
- 1 премия литературного конкурса «Сады лицея» (Москва, 2004, «ЛГ», ИЖЛТ) в номинации «Поэзия».
- «Новые имена Украины», в номинации «Литература» (Киев, 2002).
- Финалист литературного конкурса «Илья-Премия» (Москва, 2005)[2].
- Лонг-лист премии «Дебют» Международного фонда «Поколение» (2002) в номинации «Поэзия».
- Специальная стипендия Фонда памяти Евгения Кушнарева (Харьков, 2009).
- Диплом от Митрополита Киевского и всея Украины Владимира в конкурсе «Православная моя Украина» (2009, к 1020-летию Крещения Руси, «за развитие современной духовной литературы, направленной на утверждение Православной Веры и Святой Церкви»).
- 3-я премия на Х Международном фестивале поэзии на Байкале (Иркутск, 2010) в номинации «Видеопоэзия» — за авторский анимационный ролик на собственное стихотворение «Облака».
- Гран-При на IV Международном фестивале поэзии «Синани 2010» в Ялте.
- Диплом VIII Международного литературного Волошинского конкурса (2011) в номинации «Видеопоэзия».
- Литературная премия им. Б. Чичибабина, Харьковского горсовета и Международного фонда памяти Чичибабина — за книгу «Сны стеклодува» (и книга, и премия — Харьков, 2011).
- Диплом Международного форума искусств «Золотой Витязь» с формулировкой «За воплощенное счастье творчества» — за сборник стихотворений «Сны стеклодува» (Москва, 2012).

### Книги
- «Золотая зола» (Харьков, Крок, 2000), стихотворения и цветные рисунки, предисловие Андрея Дмитриева;
- «Дорогое моё» (Харьков, Крок, 2002);
- «Ода радости. Стихи и рисунки», (Москва, Поэзия.ру, 2004), предисловие Андрея Полякова (Симферополь), послесловие Юрия Кабанкова (Владивосток).
- «Всеобщая история музыки» (Москва, ЭКСМО, 2009). Автор-составитель, в соавторстве с С. Минаковым.
- «История мировой музыки: Жанры. Стили. Направления» (Москва, ЭКСМО, 2010). Автор-составитель, в соавторстве с C. Минаковым.
- «Сны стеклодува». Стихи, проза, рисунки. Статья Андрея Нитченко. (Харьков, Фолио, 2011).

### Сборники и альманахи
«Artes poeticae» (Харьков, «Лествица Марии», 2000 год), «Сады лицея» (Москва, ИЖЛТ, 2000), «Анатомия ангела» (Москва, О. Г. И., Междунар. Фонд «Поколение», 2002), антология «Киевская Русь. Современная русская поэзия Украины» (Мюнхен, Tolstoy-Bibliotek, 2003), «XXI поэт. Снимок события» (Москва, Изд. Р. Элинина, Междунар. Фонд «Поколение», 2003), альманах «ДвуРечье. Харьков-Санкт-Петербург» (Харьков, Крок, 2004); молодёжный альманах «Левада» (Харьков, «Крок», 2002, 2003, 2004, 2005); «Между печалью и ничем» (сборник стихотворений участников Харьковского фестиваля имени Б. Чичибабина; Харьков, Междунар. фонд памяти Б. Чичибабина, Эксклюзив, 2004), «Звучащий свет» (сборник стихотворений участников Харьковского фестиваля имени Б. Чичибабина; Харьков, Междунар. фонд памяти Б. Чичибабина, Эксклюзив, 2005 «А когда настанет завтра, прозвенит ли моё слово… Международному фонду памяти Б. Чичибабина — 10 лет» (Харьков, Ексклюзив, 2006), «Нам не дано предугадать. Выпуск 2» (Mir collection, Нью-Йорк, 2006); альманах «Илья» (Москва, 2006); литературно-художественный юбилейный альманах «ДвуРечье» (Харьков, 2004), «Сихотэ-Алинь» (Владивосток, 2006), альманах «Готелі Харкова» (Перевод на укр. яз и составление С. Жадана, Харьков, Фолио, 2008), антологии "Русская поэзия XXI века" (Москва, Вече, 2009), альманахе «Лава» (Харьков, 2010, 2011).

### Журналы
«Континент» (Москва, № 125, 2005), «Соты» (Киев, 2001), «Новая юность» (Москва, № 2, 2003; №_ 2008), «Арион» (№ 4, 2008), «Харьков: Что? Где? Когда?» (2001, 2002, 2003), «Слобожанщина» (Харьков, № 25, 2003); «Дальний Восток» (№ 5, 2007), молодёжный православный «Ковчег» (2005), «Стороны света» (Нью-Йорк, № 2, 2008), «©оюз Писателей» № 11 (№ 1, 2009), «Сибирские огни» (Новосибирск, № 4, 2012).

### Газеты
- «Литературная газета» (Москва, 2003, 2014),
- «Слобода»,
- «Слобідський край» (Харьков),
- «2000» (Киев, 2001, 2002),
- «Правда Украины» (Киев, 2003),
- «Смена» (Белгород, 2001),
- «Русская Оттава»[6] (Канада, 2005),
- «Новая демократия» (Харьков, 2005—2009).